# Землетрясения в Кумамото (2016)

Магнитуда землетрясений

Схема зоны разлома Футагава-Хинагу по данным института географии Японии

Землетрясения в префектуре Кумамото (яп. 熊本地震) произошли в Японии на острове Кюсю 14—17 апреля 2016 года. Магнитуда землетрясения составила от 6,5 до 7,3 Mw. 273 погибших, 2809 раненых. Первое серьёзное землетрясение в Японии, унёсшее жизни более чем 30 человек с 2011 года.

## 14 апреля
Первое землетрясение произошло 14 апреля в 21:26 JST.
Эпицентр землетрясения находился на глубине 12 км к северо-западу от центра города Кумамото, наибольшие повреждения были в восточном пригороде Кумамото Масики, где погибли девять человек.
В последующие часы произошло по крайней мере 11 подземных толчков, магнитудой не менее 4.5 Mw, один из которых был магнитудой 6 Mw, более 140 подземных толчков было зарегистрировано в течение двух дней. Землетрясение ощущались как далеко на север (Симоносеки на Хонсю), так и далеко на юг (Кирисима).
По меньшей мере 10 человек погибли и около 880 были ранены. Замок Кумамото получил повреждения наружных стен и крыши из-за землетрясения и его афтершоков. Украшения сятихоко были уничтожены. Большое количество сооружений были разрушены или загорелись в результате землетрясения. Многочисленные оползни прошли в горах острова Кюсю, что сделало дороги непроходимыми. Больница в Кумамото в значительной степени разрушилась, все пациенты были эвакуированы. В связи с утечкой природного газа поставка газа в Кумамото была прекращена.
Более 44 000 человек были эвакуированы из наиболее пострадавших районов. Линия высокоскоростных железных дорог Кюсю-синкансэн была приостановлена после того, как поезд сошёл с рельсов из-за землетрясения. Премьер-министр Синдзо Абэ мобилизовал 3000 личного состава сил самообороны Японии для оказания помощи местным органам власти в проведении поисково-спасательных и восстановительных работ.

## 16 апреля

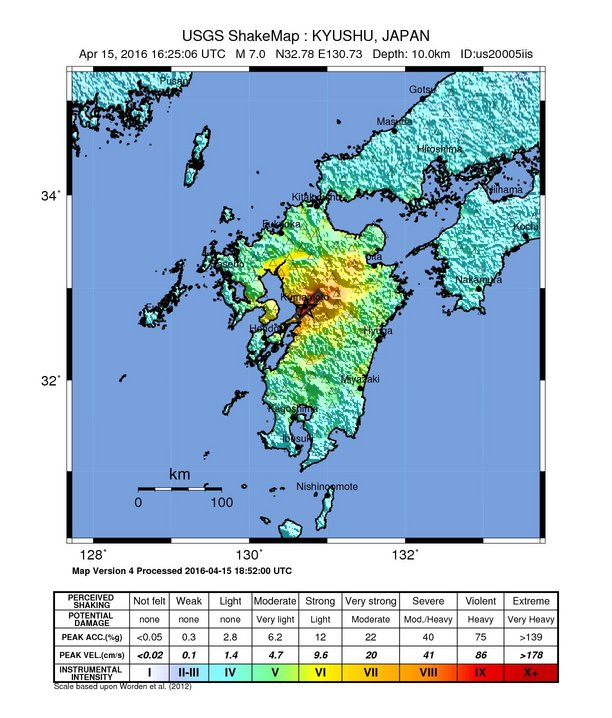
Геологическая служба США составила карту для землетрясения 16 апреля; максимальное значение 8,8 интенсивности шкалы Меркалли наблюдалось только к востоку от Кумамото.

В 1:25 JST 16 апреля произошло землетрясение магнитудой 7 к северу от Кумамото на острове Кюсю на юго-западе Японии. Землетрясение произошло в результате сдвига на небольшой глубине. Значительный ущерб был нанесён в районах, уже пострадавших от землетрясения 14 апреля после сильных подземных толчков (город Беппу в префектуре Оита).
Было выдано предупреждение о возможном появлении цунами с высотой волны от 0,2 до 1 м около 8:30 утра по местному времени.
Вулкан Асо начал извержение с высотой выбороса до 100 м; неясно, является ли извержение вулкана следствием землетрясения. Кадзухиро Исихара, сотрудник Киотского университета и заместитель председателя Координационного комитета СОУ по прогнозированию извержений вулканов, заявил, что вулкан Асо был активен ранее землетрясения, находясь под предупреждением 2-го уровня с 24 ноября 2015 года.
По крайней мере 24 человек погибли и более 1000 человек получили ранения. Полиция получила более 300 звонков в префектуре Кумамото и более 100 звонков в префектуре Оита от жителей, обращающихся за помощью; многие находились под обломками. Ещё 1600 солдат сил самообороны Японии были направлены для оказания помощи пострадавшим от землетрясения.
Город Кумамото остался без воды. Все жители села Нисихара были эвакуированы из-за опасений, что может прорваться расположенная рядом плотина.
Храм Асо был сильно повреждён в результате землетрясения. Надвратная башня храма, официально классифицирующаяся японским правительством как важнейший культурный объект, полностью разрушилась; рухнул и храмовый хайдэн.
Большой мост Асо национального маршрута 325 в Минамиасо рухнул в реку Курокава.
Толчки 16 апреля ощущались даже в южнокорейском Пусане, с интенсивностью MMI—III.
Воздушное движение оставалось в основном без изменений, лишь четыре рейса авиакомпаний All Nippon Airways и Solaseed Air из аэропорта Кумамото были отменены. Из-за выхода из строя Кюсю Синкансэн авиакомпания Japan Air Commuter организовала ежедневно два специальных рейса из Кагосима в Фукуока. 16 апреля аэропорт был временно закрыт.

## Галерея изображений

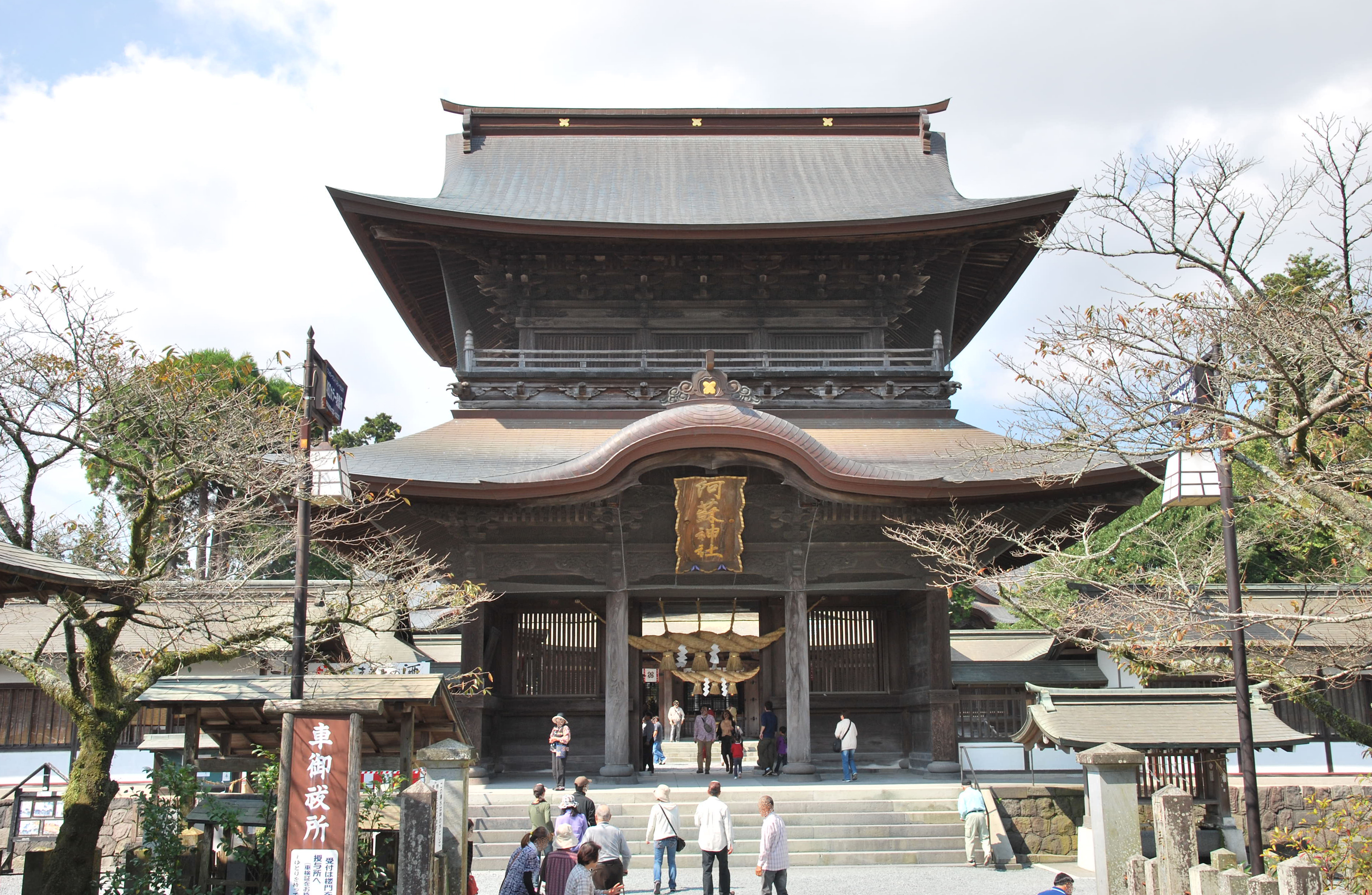
Надвратная башня[англ.] святилища Асо-дзиндзя[англ.], важная культурная ценность, разрушена землетрясением (фото 2012 года)
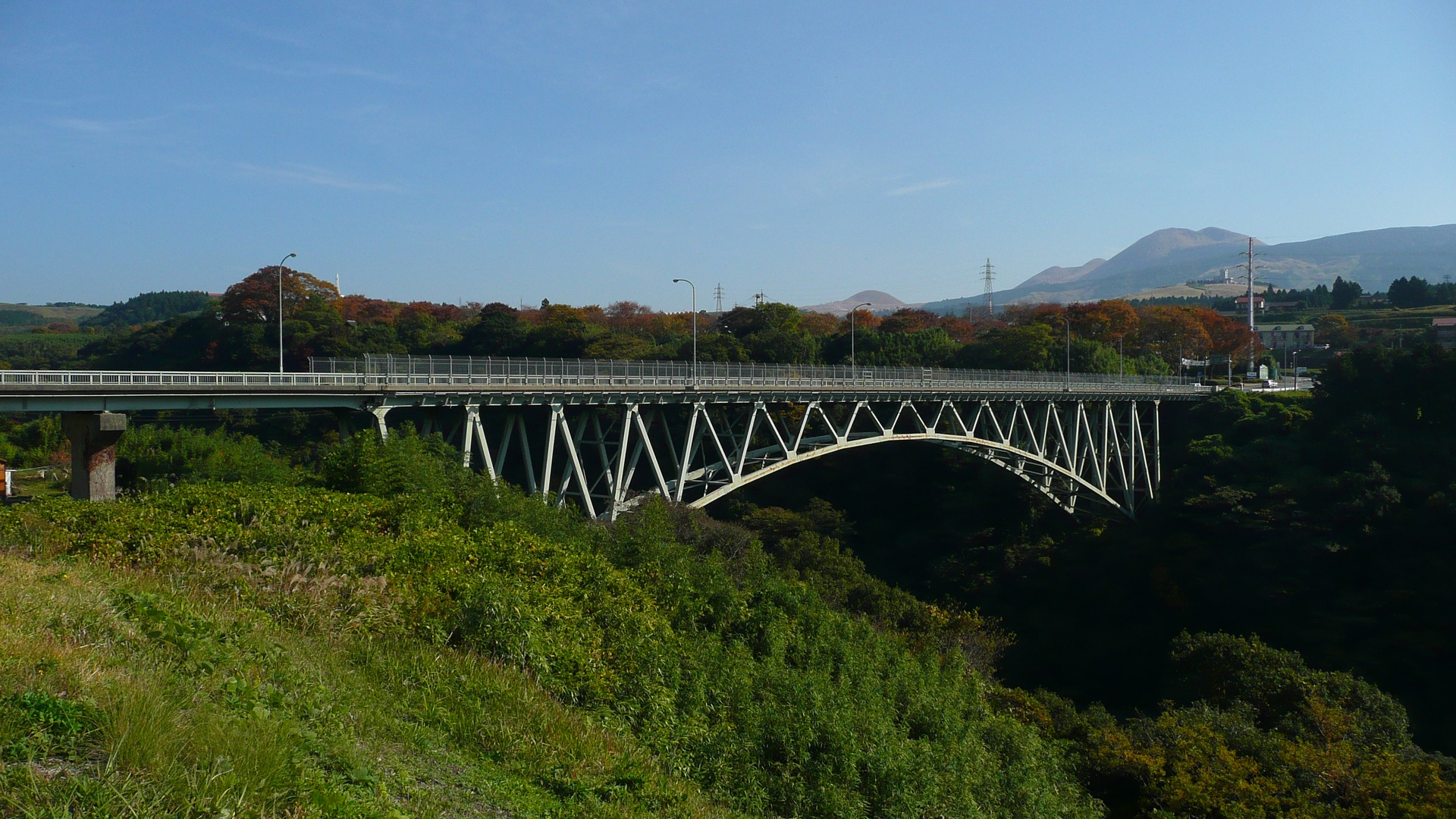
Мост Асо-охаси (阿蘇大橋) в Минамиасо, рухнувший в реку Курокава в результате землетрясения (фото 2009 года)
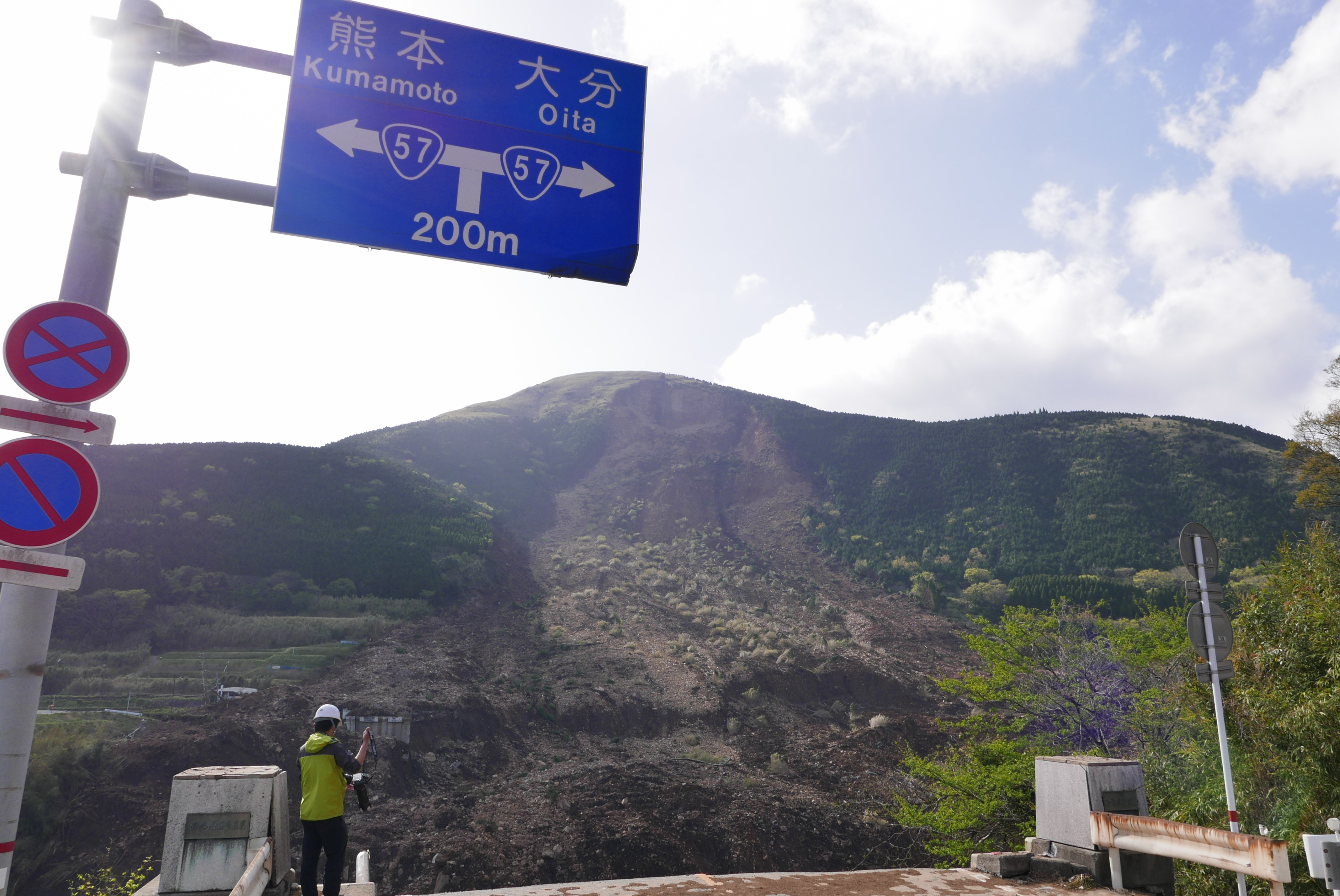
Мост Асо-охаси после обрушения
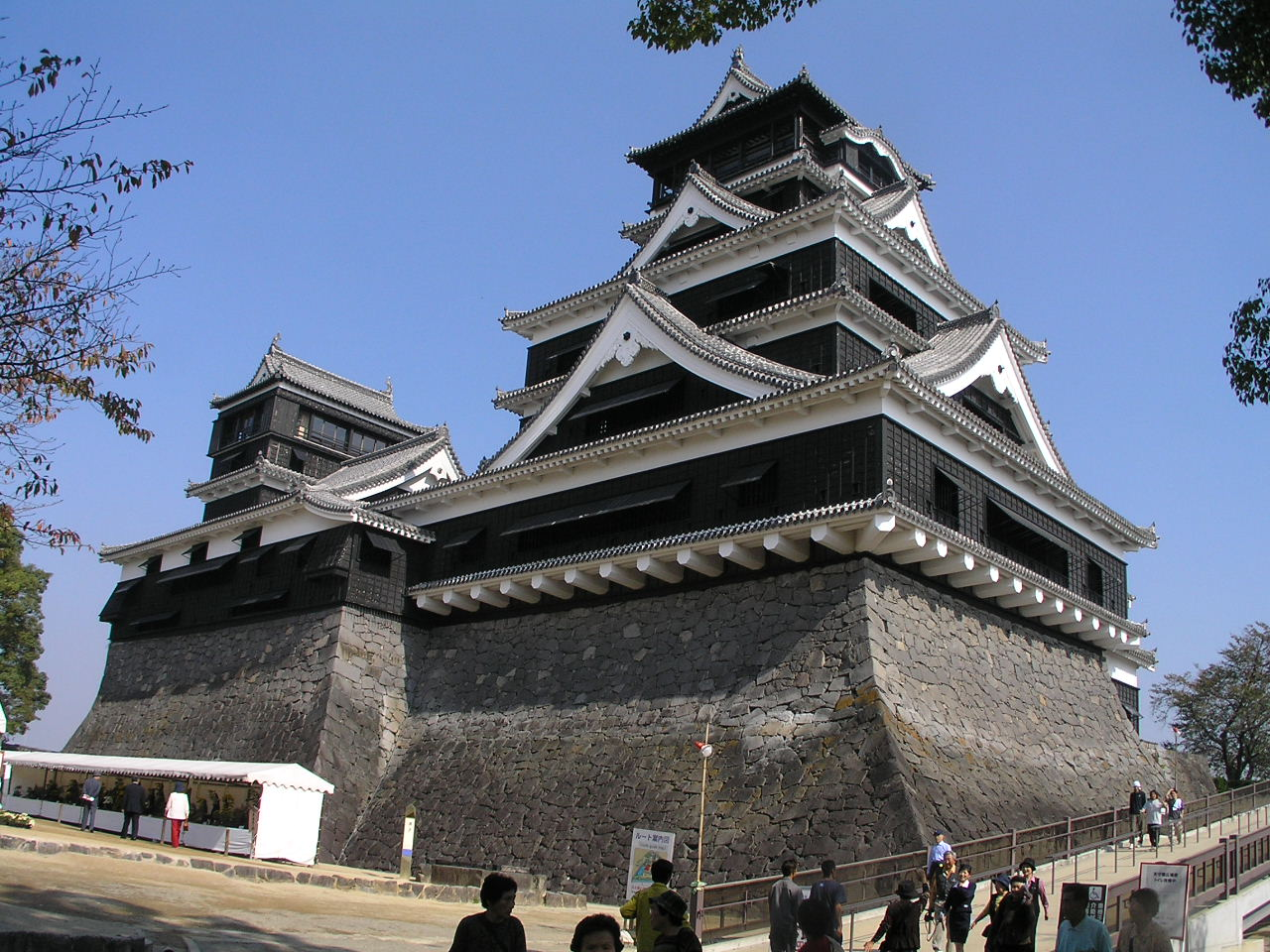
Крупное повреждение получил замок Кумамото (фото 2004 года)
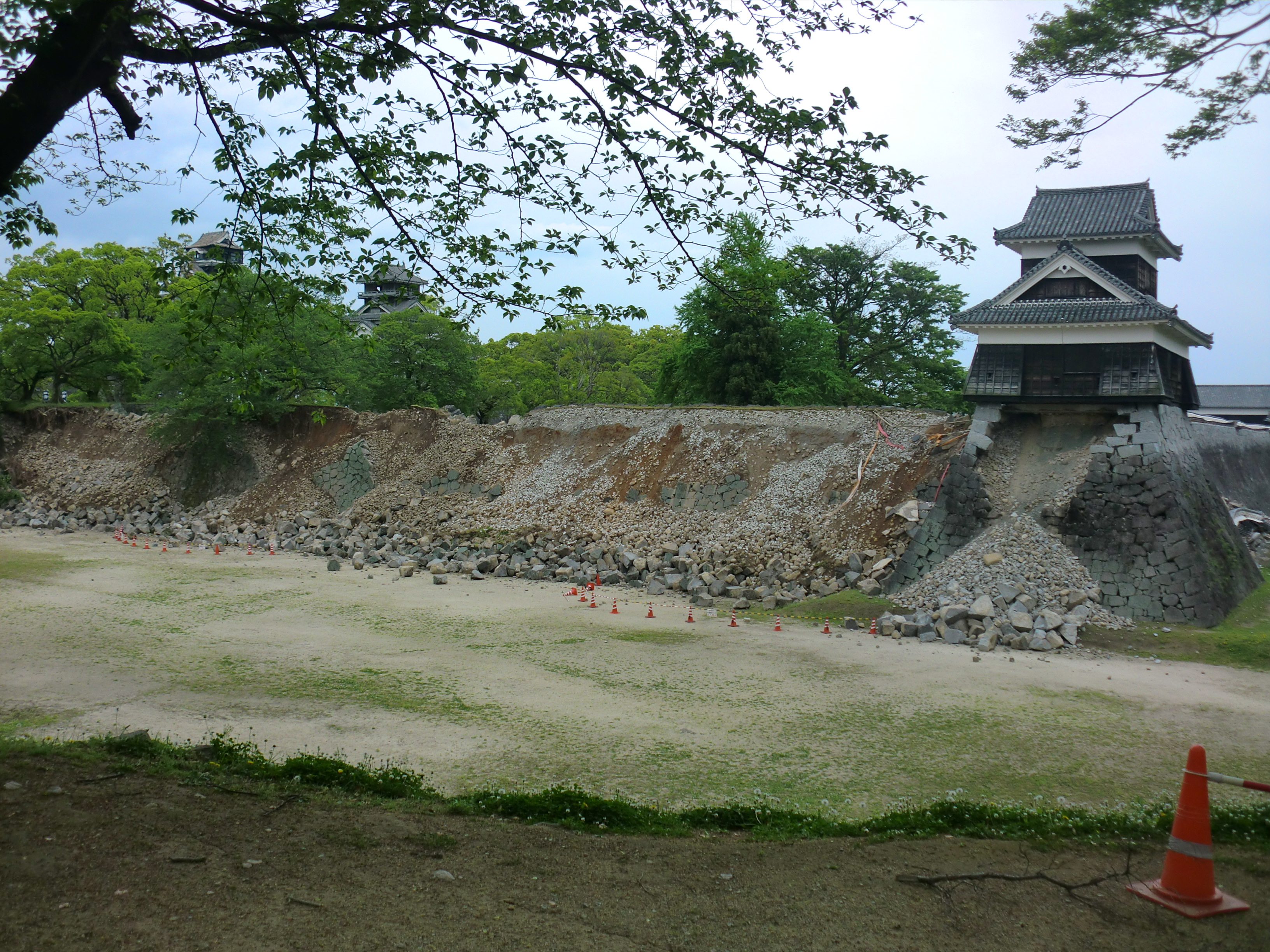
Разрушенная каменная стена замка Кумамото
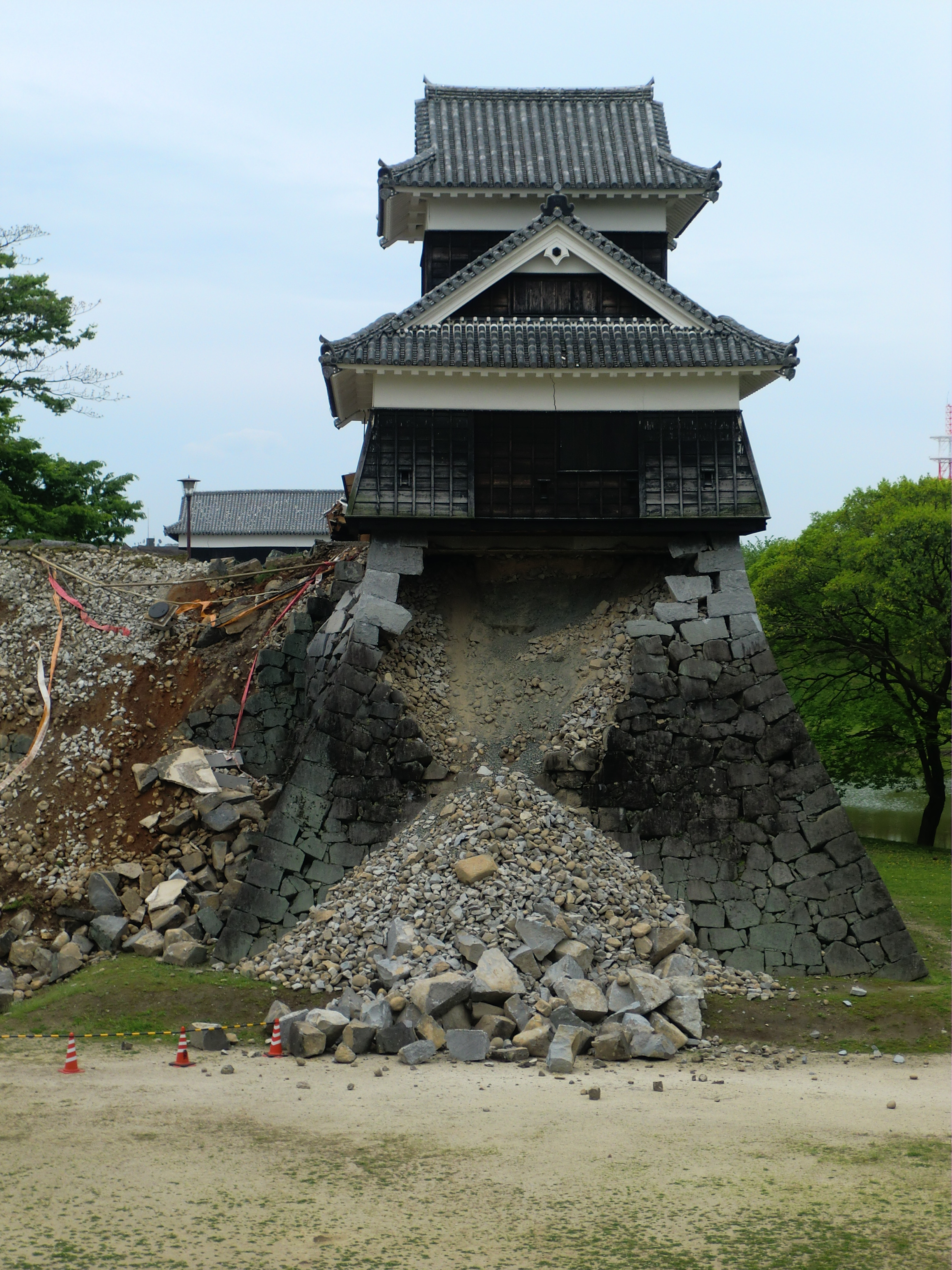
Разрушенная северо-западная сторожевая башня замка Кумамото
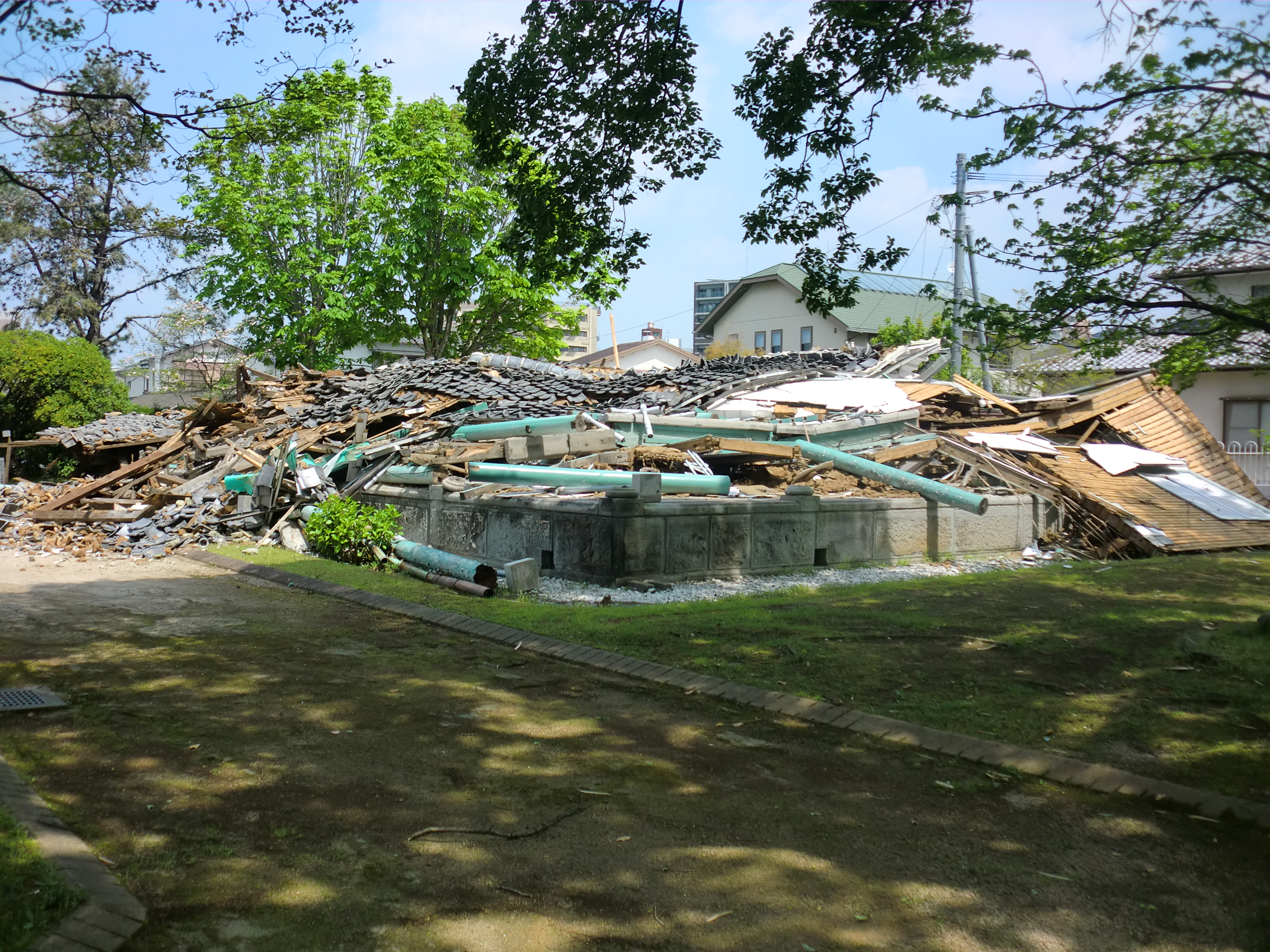
Разрушенное здание школьного музея в Кумамото